# Session 9
Session 9 es una película de terror psicológico estadounidense de 2001 dirigida por Brad Anderson y protagonizada por David Caruso, Peter Mullan, Stephen Gevedon, Paul Guilfoyle, Josh Lucas y Brendan Sexton III.
El argumento se centra en un grupo de profesionales desmontadores de asbesto que son contratados para la retirada de este material en una institución mental abandonada y gira en torno a una paciente con un oscuro pasado registrado mediante sesiones de hipnoterapia grabadas. 
El edificio en cuestión es el Hospital Mental de Danvers de Massachusetts, considerado monumento histórico nacional y que fue parcialmente derribado en 2006.

## Argumento
Gordon Fleming (Peter Mullan), propietario de una compañía que se dedica a la sustitución de mercancías peligrosas, recibe el encargo de rehabilitar el Hospital Mental de Danvers, cerrado desde 1985. Cuando ve que el techo está recubierto de amianto, decide sustituirlo y limpiar a fondo el lugar en una semana en un acto desesperado por ganar dinero. Además, Fleming es padre primerizo, lo que sumado al estrés laboral y familiar le lleva a tener problemas con su mujer.
Una vez que se presenta con un grupo pequeño de trabajadores, Mike (Stephen Gevedon), el vigilante del centro, les enseña la mayor parte del psiquiátrico a los demás empleados: Phil (David Caruso), el cual está resentido con Hank (Josh Lucas) por quitarle la novia, y Jeff (Brendan Sexton III), sobrino de Gordon y el miembro más joven del grupo con problemas de nictofobia.
Mientras trabajan, Mike descubre una caja marcada como "Pruebas", dentro descubre una colección de nueve sesiones grabadas en casete a una paciente marcada con el número 444 que pertenece a una mujer de 37 años llamada Mary Hobbes (las cintas fueron grabadas en 1974). Una vez que empieza a escuchar las entrevistas van volviéndose más estremecedoras a medida que se revelan las múltiples personalidades de Hobbes. Dos de esas personalidades son inofensivas e infantiles, sin embargo hay otra que responde al nombre de Simon, del cual no "quieren" que se hable. A lo largo de las sesiones se va revelando un suceso terrible que tuvo lugar cuando tenía 14 años en las navidades de 1951 en Lowell, Massachusetts, con una muñeca y un cuchillo.
Por otro lado, Gordon le confiesa a Phil que le pegó a su mujer cuando ella por accidente le echó una cazuela con agua hirviendo y que tras el incidente ha caído en una profunda depresión y que no cesa de llamarla para que le perdone. Mientras, en el túnel, Hank descubre al otro lado de una pared una gran cantidad de monedas antiguas y otros objetos de valor que fueron abandonados cuando cerró el centro. Vuelve por la noche a por ellos, pero empieza a escuchar sonidos extraños y encuentra un envase de crema de cacahuete que trajo Gordon la primera noche. Asustado, trata de huir, pero es atacado por alguien y desaparece. Al no dar señales de vida, Gordon empieza a sospechar que Phil pudo haberle matado. Sin embargo, Jeff le encuentra en estado catatónico y avisa a los demás, pero cuando vuelven al lugar en donde lo encontró, vuelve a desaparecer. Los trabajadores se separan para buscarle y acaban perdiéndose uno a uno por el psiquiátrico al mismo tiempo que son atacados por un agresor sin identificar. 
Mientras tanto, en la novena y última sesión de la paciente 444, la malévola personalidad de Simon sale a la luz y revela que cuando era una niña, mató a su hermano inducida por dicha personalidad, hasta que más tarde acabó matando a su familia. A continuación, un flashback revela que tras la primera inspección del hospital, Gordon volvió a casa con su mujer cuando ella le tiró sin querer el agua hirviendo, sin embargo no le pegó tal como le dijo a Phil, sino que la mató junto con su hija, influido por Simon. Más tarde procede a matar a sus compañeros uno a uno en el mismo comportamiento disociativo de Hobbes, además de disculparse con su mujer a través de un móvil cuando estaba roto. En la escena final de la película, cuando el médico de las grabaciones le pregunta a Simon dónde vive, este le contesta: «Entre los débiles y los enfermos».

## Reparto
- Peter Mullan es Gordon Fleming.
- Stephen Gevedon es Mike.
- Paul Guilfoyle es Bill Griggs.
- Josh Lucas es Hank.
- David Caruso es Phil.
- Brendan Sexton III es Jeff Gordon.
- Lonnie Farmer es Doctor (voz).
- Jurian Hughes es Mary Hobbes (voz).

## Recepción
La película tuvo una acogida dispar por parte de la crítica. En Rotten Tomatoes, la comunidad les dio un 62% de nota de un total de 65 comentarios mientras que los críticos le dieron un 6,2 de 10. En cuanto a Metacritic les dieron una puntuación del 58% del 100%.
Algunos críticos alabaron la atmósfera tétrica y sobrecogedora aparte de la carencia de gore. Peter Travers de Rolling Stone calificó la película como una «vuelta de tuerca» y alabó el trabajo del director. Kevin Thomas de Los Angeles Times declaró que «Session 9 es tan efectiva que la incertidumbre del argumento persiste mucho después de que las luces de los cines vuelvan a encenderse». Bloody Disgusting puso la película en el quinto lugar del Top 20 de las películas de terror de la década argumentando que «Session 9 no es una simple chabacanería ni un mediocre film de terror, sino una prueba psicológica y un viaje a los límites del abismo a los que se dirige la mente humana».
Por otro lado, el crítico del San Francisco Chronicle Edward Guthmann declaró: «El argumento no vale la pena, los personajes son indescriptibles y el final sorpresa es contradictorio y nada convincente.» Dave Kehr del The New York Times comentó que «la película fue producida de manera artificial para dar algunos sustos, a menudos desgarradores y carentes de sentido». David Edelstein escribió en Slate que el final fue «un pobre regreso a un bucle de casi dos horas de incoherentes puñaladas oculares».

## Interpretaciones
En una crítica realizada en 2003 para el volumen antológico The Year's Best Fantasy and Horror, Ellen Datlow señala que Simon no es precisamente una personalidad alternativa de la antigua paciente Mary, sino un malévolo genius loci. En la misma crítica señala que las escenas eliminadas en la edición DVD hubieran ayudado con la narrativa.